# Muriel Taurinyà
Muriel Taurinyà (Perpinyà, 22 d'agost de 1975) és una emprenedora i activista cultural nord-catalana. És membre de la colla de castellers Pallagos del Conflent i el 2010 va fundar amb Nathalie Cursan la botiga Visca!, situada al 16 de la rue Lazare Escarguel de Perpinyà i dedicada a la venda de productes típics d'arreu dels Països Catalans.
El 2012 ella i Nathalie Cursan van rebre conjuntament el Premi Joan Blanca de l'ajuntament de Perpinyà.